# DC/PRG
DC/PRG（ディー・シー・ピー・アール・ジー）は、日本の菊地成孔主宰のビッグバンド。1999年に「DATE COURSE PENTAGON ROYAL GARDEN（デートコース・ペンタゴン・ロイヤル・ガーデン）」名義で結成。

## 概要
菊地の私淑するエレクトリック・マイルスをコンセプトの軸に、アフロビートやファンク、現代音楽を取り入れることで、クラブカルチャー／ダンスフロアに、従来とは異なる律動構造をもったダンス・ミュージックを提示することを音楽的な主眼として結成された。
当初はディスクジョッキー、キーボード、テナー・サクソフォーンを兼任するバンドマスターの菊地の他に、キーボード、ギター2人、ベース、ドラムス2人、パーカッション、タブラ、ソプラノ・サクソフォーンの10人編成で結成された。2000年に菊地の私塾の生徒だった後関好宏（テナー／ソプラノ・サクソフォーン）が加入、11人編成となり、菊地はDJ、キーボードの演奏とバンドの指揮者に専念するようになる。第二期（2003年〜）に入るとブラスセクション（トロンボーン、トランペット、チューバ）が増員され、14人編成と更に大所帯になる。
その後も活動を続けたが、結成当初は2002年に解散をすると宣言をしていた。また、菊地がリスペクトするマイルス・デイヴィスや菊地雅章などジャズの楽曲だけでなく、ジミ・ヘンドリックス、ビージーズ、デヴィッド・ボウイらの往年の名曲もカバーしている。
2007年4月25日、Shibuya O-EASTでのライブの本編終了後に活動終了を発表。理由としては「アメリカを表現したため、ファンクバンドとしての役目を終えた。あらかじめ活動終了をアナウンスすると、最近会場に足を運んでいなかった観客が押し寄せるだろうから、あえて当日まで秘密にしておいた」と語った。アンコールではメンバーが担当楽器を持ち替えて「Hey Joe」を演奏した。
2009年、マイケル・ヘンダーソン率いるエレクトリック・マイルス・リユニオンバンドの来日公演のダブルビルとしてのオファーを受け、一夜限りの活動再開が決定されたが、マイケル・ヘンダーソンのプロジェクト自体が頓挫し、単独ギグを行う事となり、併せて活動を本格的に再開する事になった。
2010年7月25日、菊地のサイトにおいて再集結が発表。再結成では無く新メンバーによる活動再開であること、バンド名をDATE COURSE PENTAGON ROYAL GARDENからDCPRGに改称することがアナウンスされた。2010年10月9日、東京の日比谷野外音楽堂でのライブを皮切りに、単独公演やレコーディングなど、定期的に活動を行っている。2012年以降はSIMI LABとのコラボレートを続け、ヒップホップの要素も取り込んでいる。フェスティバルやイベントでの客演も多く、日本国内でも有数の大型ダンスバンドとなっている。
活動再開後の編成は、菊地の他、キーボード2人、ギター、ベース、ドラムス2人、パーカッション、サクソフォーン2人、トランペットと、結成当時とはやや異なっている。
2015年5月、名称をDCPRGからdCprGへ再改称。
2017年1月、メンバーチェンジに伴いdCprGからDC/PRGへ再々改称。
2021年2月21日、解散発表。
2021年4月2日、STUDIO COASTでラストライブ「Hey Joe, We’re dismissed now/PARTY 2-TOKYO」を開催し解散した。

## メンバー

### 2010年活動再開以降のメンバー
| 菊地成孔         | コンダクト・CDJ・キーボード | 菊地成孔ダブ・セプテット 菊地成孔とペペ・トルメント・アスカラール／JAZZ DOMMUNISTERS                |                                                                         |
| 坪口昌恭         | キーボード                  | 坪口昌恭Quartet／東京ザヴィヌルバッハ／菊地成孔ダブ・セプテット                                     |                                                                         |
| 小田朋美         | キーボード                  | VOICE SPACE                                                                                         | 2014年東名阪ツアーより                                                  |
| 大村孝佳         | ギター                      | C4／Marty Friedman／BABYMETAL(神バンド)                                                             |                                                                         |
| 近藤佑太         | ベース                      | |                                                                         |
| 千住宗臣         | ドラム                      | COMBO PIANO／PARA／ウリチパン郡 山本精一 & THE PLANGROUND／KOMA（劫魔）                             |                                                                         |
| 秋元修           | ドラム                      | |                                                                         |
| 大儀見元         | パーカッション              | オルケスタ・デ・ラ・ルス／米米CLUB／SWINGOZA 熱帯JAZZ楽団／菊地成孔とペペ・トルメント・アスカラール |                                                                         |
| 津上研太         | サックス                    | BOZO／村田陽一orchestra／渋谷毅オーケストラ                                                         |                                                                         |
| 高井汐人         | サックス                    | 朱雀大路／アトリエ・ブラジル／Informel 8                                                            |                                                                         |
| MELRAW           | サックス                    | | 2021年4月2日の解散ライブで正式加入                                      |
| 類家心平         | トランペット                | 菊地成孔ダブ・セプテット／Informel 8                                                                |                                                                         |
| サポートメンバー |                             | |                                                                         |
| TAKUYA           | ギター                      | JUDY AND MARY                                                                                       | 活動再開から大村正式加入まで                                            |
| 滝沢スミレ       | キーボード                  | KINGDOM☆AFROCKS                                                                                     | 2013年5月日比谷野音                                                     |
| MELRAW           | サックス                    | | 2019年11月の4都市ツアーの名古屋、大阪、福岡公演に高井汐人の代わりに参加 |
| 脱退             |                             | |                                                                         |
| 丈青             | キーボード                  | SOIL&"PIMP"SESSIONS／J・A・M／JUA                                                                   | 多忙のため2012年12月のライブをもって脱退                                |
| アリガス         | ベース                      | 朱雀大路／元五人一首                                                                                |                                                                         |
| 田中教順         | ドラム                      | 朱雀大路／Informel 8                                                                                |                                                                         |

### 2007年活動終了以前のメンバー
| 名前                   | 担当楽器                    | dCprG以外の活動 | 備考                         |
| ---------------------- | --------------------------- | --- | ---------------------------- |
| 菊地成孔               | コンダクト・CDJ・キーボード | ティポグラフィカ／Ground Zero／SPANK HAPPY 東京ザヴィヌルバッハ／菊地成孔Quintet                                          |                              |
| 坪口昌恭               | キーボード                  | 坪口昌恭Trio／東京ザヴィヌルバッハ／菊地成孔Quintet                                                                       |                              |
| 高井康生               | ギター                      | Ahh! Folly Jet |                              |
| ジェイソン・シャルトン | ギター                      | Panic Smile | 第二期から                   |
| 栗原正己               | ベース                      | 栗コーダーカルテット |                              |
| 芳垣安洋               | ドラム                      | GROUND ZERO、モダンチョキチョキズ／Rovo／Vincent Atomics 渋さ知らズ／大友良英NEW JAZZ QUINTET                             |                              |
| 藤井信雄               | ドラム                      | 坪口昌恭Trio／菊地成孔Quintet／Giulietta Machine                                                                          |                              |
| 大儀見元               | パーカッション              | オルケスタ・デ・ラ・ルス／米米CLUB／BIG HORNS BEE／SALSA SWINGOZA／熱帯JAZZ楽団／菊地成孔とペペ・トルメント・アスカラール |                              |
| 吉見征樹               | タブラ                      | ARABINDIA／STOY／スパニッシュ・コネクション／彼岸の此岸                                                                   |                              |
| 津上研太               | サックス                    | BOZO／村田陽一orchestra／大友良英NEW JAZZ QUINTET／渋谷毅オーケストラ                                                     |                              |
| 後関好宏（ゴセッキー） | サックス                    | 東京中低域／stim／KINGDOM☆AFROCKS／EGO-WRAPPIN' 在日ファンク／一十三十一／風味堂                                          |                              |
| 青木タイセイ           | トロンボーン                | オルケスタ・デ・ラ・ルス／熱帯JAZZ楽団／Vincent Atomics                                                                   | 第二期から                   |
| 佐々木史郎             | トランペット                | Shiro Sasaki & Caoba Big Band／オルケスタ・デ・ラ・ルス 熱帯JAZZ楽団／BIG HORNS BEE                                       | 第二期から                   |
| 関島岳郎               | チューバ                    | コンポステラ／ストラーダ／シカラムータ／THE THRILL 栗コーダーカルテット／こまっちゃクレズマ                               | 第二期から                   |
| サポートメンバー       |                             | |                              |
| 伊藤賢二（イトケン）   | ドラム                      | Harpy／zuppa di pesce／itoken trio／相対性理論                                                                            |                              |
| 三沢泉                 | パーカッション              | |                              |
| 脱退                   |                             | |                              |
| 大友良英               | ギター                      | Ground Zero／Filament／大友良英NEW JAZZ QUINTET／I.S.O.                                                                   | 第一期のみ。多忙のため脱退。 |

## ディスコグラフィ

### 2010年活動再開以降
※また、OTOTOYから配信限定の作品もリリースされている。
ちなみに、作品のタイトルは実在の書籍や映画に由来するものが多い。
| 作品                               | 著者                  | 刊行年 | 該当作品 |
| ---------------------------------- | --------------------- | ------ | --- |
| アイアンマウンテン報告             | レナード・C・リュイン | 1967年 | REPORT FROM IRON MOUNTAIN（アイアンマウンテン報告）                                                                             |
| キャッチ=22                        | ジョーゼフ・ヘラー    | 1961年 | REPORT FROM IRON MOUNTAIN（アイアンマウンテン報告） #1.Catch22                                                                  |
| 構造と力                           | 浅田彰                | 1983年 | Structure Et Force（構造と力）                                                                                                  |
| アメリカ                           | フランツ・カフカ      | 1927年 | Franz Kafka's AMERIKA（フランツ・カフカズ・アメリカ）                                                                           |
| ジャングルクルーズにうってつけの日 | 生井英考              | 1987年 | Franz Kafka's AMERIKA（フランツ・カフカズ・アメリカ） #1.Perfect days for jungle cruise（ジャングル・クルーズにうってつけの日） |
| 競売ナンバー49の叫び               | トマス・ピンチョン    | 1966年 | Franz Kafka's AMERIKA（フランツ・カフカズ・アメリカ） #3.the crying of lot 49（競売ナンバー49の叫び）                           |